# Alfred Heer
Pour les articles homonymes, voir Heer.
Alfred Heer, né le 12 octobre 1961 à Zurich (originaire de Glaris, binational italo-suisse), est une personnalité politique suisse, membre de l'Union démocratique du centre (UDC).
Il est député du canton de Zurich au Conseil national depuis 2007.

## Biographie
Alfred Heer naît le 12 octobre 1961 à Zurich. Il est originaire de Glaris et détient également la nationalité italienne acquise par mariage. Il a deux frères aînés.
Son père, Eduard, est policier et membre de l'UDC ; sa mère, Nelly, tient le foyer familial, puis est vendeuse à la Coop.
Il grandit à Zurich, dans le Kreis 4, un quartier ouvrier. Au terme de son école secondaire inférieure, il devient employé de commerce.
Il dirige plus tard sa propre petite entreprise de vente de programmes informatiques,.
Il a le grade de simple soldat à l'armée.
Il est divorcé (en 2003) et père d'un enfant.

## Parcours politique
Il siège au Conseil communal (législatif) de la ville de Zurich de mai 1994 à mai 1998, puis au Conseil cantonal de Zurich de mai 1995 à 2008.
Il est membre du Conseil national depuis 2007. Il y siège à la Commission des affaires juridiques (CAJ) jusqu'à fin 2011, puis à la Commission de gestion (CdG).
En février 2010, il menace dans le quotidien allemand Bild de divulguer les noms de personnalités publiques allemandes qui auraient des comptes en Suisse si Berlin achète une liste volée concernant des fraudeurs du fisc allemand en provenance de Suisse.
Il est membre de l'Action pour une Suisse indépendante et neutre et président du conseil d'administration du Bund der Steuerzahler, un groupe de contribuables proche de l'UDC.
Il est membre de l'Assemblée parlementaire du Conseil de l'Europe.